# Billing (Northamptonshire)
Billing – wieś w Anglii, w hrabstwie Northamptonshire, w dystrykcie (unitary authority) West Northamptonshire. Leży 6 km na północny wschód od miasta Northampton i 96 km na północny zachód od Londynu. Miejscowość liczy 10 000 mieszkańców.